# Пам'ятки Старокостянтинова

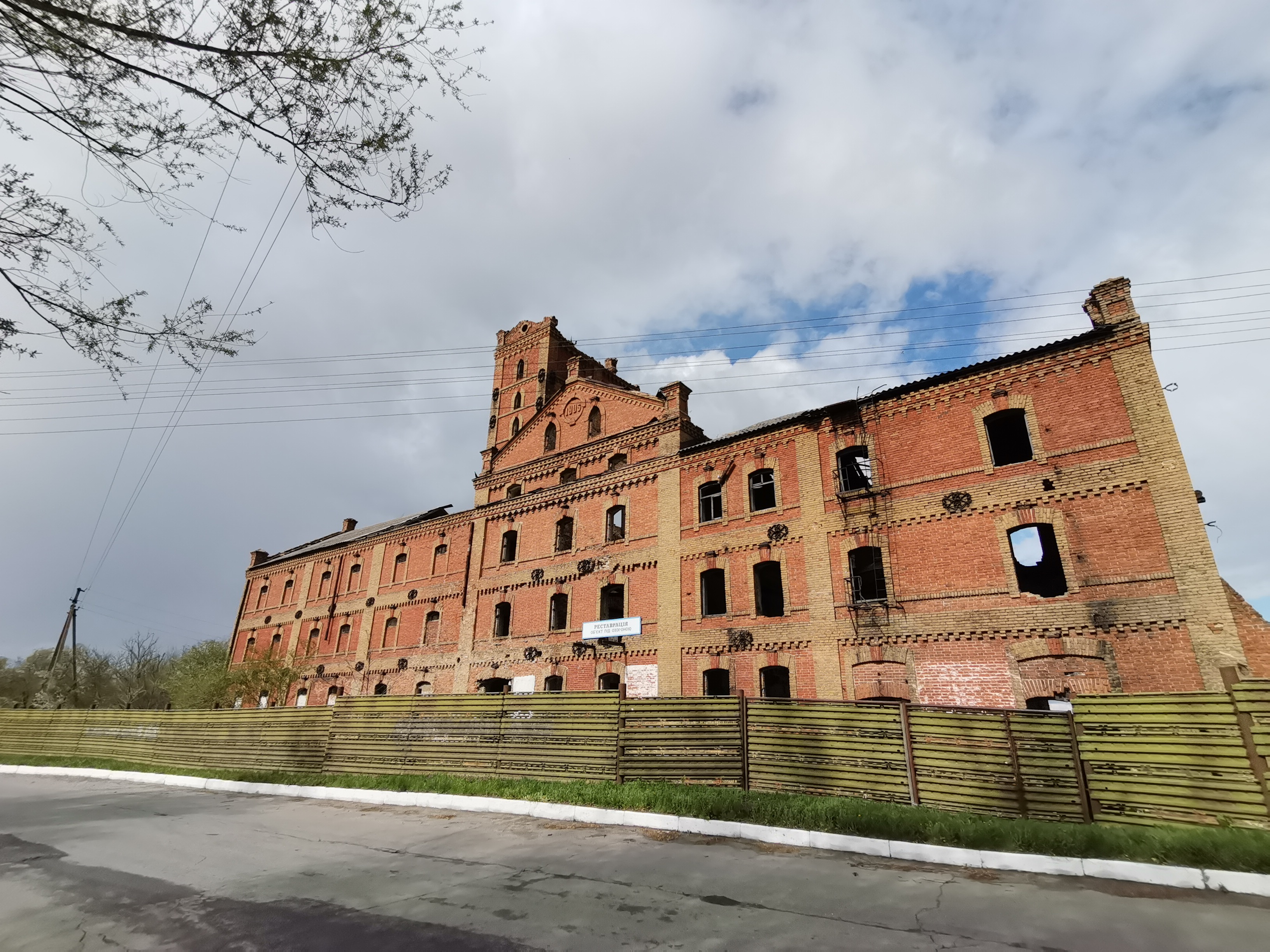
Старокостянтинівський млин, одна з найяскравіших пам'яток індустріальної архітектури епохи модерну в Україні

Згідно з даними управління культури, туризму і курортів Хмельницької облдержадміністрації, у місті Старокостянтинів Хмельницької області перебуває 12 пам'яток історії і 3 пам'ятки архітектури. Натомість сайт «Енциклопедія пам'яток» наводить більшу їх кількість. Зірочкою позначені пам'ятки, що не увійшли до списків управління культури, туризму і курортів Хмельницької облдержадміністрації.

## Пам'ятки архітектури
| № п./п. | Охоронний номер | Найменування                              | Адреса | Рік встановлення | Значення |
| ------- | --------------- | ----------------------------------------- | ------ | ---------------- | -------- |
| 1       | 765             | Замок князів Острозьких                   |        | 1561—1571 рр.    | нац.     |
| 2       | 1701            | Комплекс домініканського костелу з баштою |        | 1612, XVI ст.    | нац.     |
| 3       | 1702            | Костел Св. Івана Хрестителя               |        | 1754 р.          | нац.     |
| 4*      |                 | Церква Різдва Богородиці                  |        | 1860 р.          | місц.    |
| 5*      |                 | Старокостянтинівський млин                |        | 1905             | місц.    |

## Пам'ятки історії
| № п./п. | Охоронний номер | Найменування | Адреса                  | Рік встановлення | Автори                                                                 |
| ------- | --------------- | --- | ----------------------- | ---------------- | ---------------------------------------------------------------------- |
| 1       | 1119            | Братська могила радянських воїнів | вул. Кривоноса, 57      | 1958             | № 66 від 11.03.1972                                                    |
| 2       | 1177            | Приміщення, в якому розташовувався повітовий ревком | вул. Грушевського, 15   | 1978             | № 66 від 11.03.1972                                                    |
| 3       | 1180            | Приміщення, в якому містився полк Червоного козацтва | вул. Залізнична,11      | 1978             | № 66 від 11.03.1972                                                    |
| 4       | 1175            | Братська могила жертв фашизму мирного населення і партизан                                                                                               | вул. Залізнична, 56     | 1957             | № 66 від 11.03.1972                                                    |
| 5       | 2137            | Братська могила жертв фашизму | вул. Мінера Кобеєва, 27 | 1965             | № 73 від 01.04.1987                                                    |
| 6       | 1124            | Братська могила радянських воїнів | вул. Миру, 30/1         | 1958             | № 66 від 11.03.1972                                                    |
| 7       | 1997            | Пам'ятний знак льотчикам | вул. Миру, 30/1         | 1976             | № 31 від 19.01.1983                                                    |
| 8       | 1171            | Пам'ятний знак на честь воїнів-земляків | вул. Ізяславська, 28    | 1955             | № 66 від 11.03.1972                                                    |
| 9       | 1178            | Приміщення, де розташовувався штаб Богунської бригади 1-ї Української Радянської дивізії                                                                 | вул. К. Острозького, 30 | 1978             | місцеві майстри                                                        |
| 10      | 1126            | Братська могила радянських воїнів | вул. К. Острозького, 46 | 1976             | Львівська КСФ скульптори: І. Самотос, Л. Лесюк, архітектор — В. Блюсюк |
| 11      | 1181            | Приміщення, в якому виступав Вільгельм Пік | вул. Пушкіна, 54        | 1978             | місцеві майстри                                                        |
| 12      | 1143            | Приміщення, в якому розташовувалась Рада робочих, селянських і солдатських депутатів; штаб Старокостянтинівського загону; комітет підпільної організації | вул. Федорова, 56       | 1988             | місцеві майстри                                                        |
| 13      | 1120            | Братська могила радянських воїнів | вул. Ціолковського, 8   | 1970             | Львівська КСФ                                                          |
|         |                 | |                         |                  |                                                                        |